# Abrollnest
Als Abrollnest wird eine Form von Legenestern bei der Haltung und Zucht von Hühnern bezeichnet.

## Aufbau und Funktion
Bei einem Abrollnest werden die gelegten Eier sofort von der Henne entfernt, indem sie über einen abgeschrägten Boden oder durch ein Loch aus dem Nest herausrollen. Danach werden sie zum Beispiel in einer Rinne oder in einem Sammelbehälter außerhalb des Nests aufgefangen. Dadurch soll ein Verschmutzen der Eier durch Exkremente des Huhns verhindert werden. Solche Verschmutzungen können zur Minderung der Qualität der Eier führen, da verschiedene Stoffe aus diesen Verunreinigungen durch die Poren der Eierschale ins Innere eindringen können. Außerdem wird durch den Einsatz von Abrollnestern verhindert, dass die Hennen die Eier selbst fressen, was zum Beispiel aus ungünstigen Haltungs- oder Nahrungsbedingungen resultieren kann.
Abrollnester werden vor allem bei der Käfig- und bei der Bodenhaltung von Hühnern eingesetzt.

## Kritik
Ein Kritikpunkt beim Einsatz von Abrollnestern ist, dass das Huhn in seinem natürlichen Verhalten gestört wird. Normalerweise würde die Henne nach dem Legen noch eine Weile auf dem Ei verharren, woran sie durch dessen Herausrollen aus dem Nest jedoch gehindert wird, was ihrem angeborenen Verhalten widerspricht.